# Бецилово
Беци́лово (укр. Бецилове) — село, относится к Раздельнянскому району Одесской области Украины.
Население по переписи 2001 года составляло 457 человек. Почтовый индекс — 67440. Телефонный код — 4853. Занимает площадь 1,573 км². Код КОАТУУ — 5123980401.

## Местный совет
67440, Одесская обл., Раздельнянский р-н, с. Бецилово